# Consistórios de Clemente VI
O Papa Clemente VI (r. 1342–1352) criou 25 novos cardeais em quatro consistórios:

## 20 de setembro de 1342
1. Élie de Nabinal, OFM,  † 13 de janeiro de 1348
2. Guy de Boulogne  † 25 de novembro de 1373
3. Aymeric de Chalus † 31 de outubro de 1349
4. Andrea Ghini Malpighi † 2 de junho de 1343
5. Étienne Aubert  † 12 de setembro de 1362
6. Hugues Roger, OSB, † 21 de outubro de 1363
7. Adhémar Robert † 1 de dezembro de 1352
8. Gérard de la Garde, OP, † 27 de setembro de 1343
9. Bernard de la Tour † 7 de agosto de 1361
10. Guillaume de la Jugié † 28 de abril de 1374

## 27 de fevereiro de 1344[2]
1. Pierre Bertrand † 13 de julho de 1361
2. Nicolas de Besse † 5 de novembro de 1369

## 28 de maio de 1348
1. Pierre Roger de Beaufort † 27 de março de 1378

## 17 de dezembro de 1350
1. Gil Álvarez de Albornoz, CRSA, † 23 de agosto de 1367
2. Pasteur de Sarrats, OFM, † 11 de outubro de 1356
3. Raymond de Canillac, CRSA, † 20 de junho de 1373
4. Guillaume d'Aigrefeuille, OSB, † 4 de outubro de 1369
5. Nicola Capocci † 26 de julho de 1368
6. Pectina de Montesquieu† 1 de fevereiro de 1355
7. Arnaud de Villemur, CRSA, † 28 de outubro de 1355
8. Pierre de Cros† 23 de setembro de 1361
9. Gilles Rigaud, OSB, † 10 de setembro de 1353
10. Jean de Moulins, OP,  † 23 de fevereiro de 1353
11. Rinaldo Orsini, † 6 de junho de 1374
12. Jean de Caraman † 1 de agosto de 1361